# Jožef Holpert
Jožef Holpert (nascut el 13 de març de 1961 a Bezdan), és un exjugador d'handbol iugoslau, que va participar en els Jocs Olímpics d'Estiu de 1988.
El 1988 va formar part de la selecció de Iugoslàvia que va guanyar la medalla de bronze a les Olimpíades de Seul. Hi va jugar sis partits i marcà 15 gols.